# Game Gear

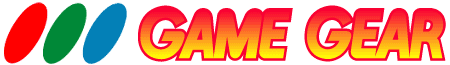
Logo konsoli

Game Gear – przenośna (pierwsza) konsola firmy Sega, która miała być konkurencją dla konsoli Game Boy. Pod względem technicznym była zdecydowanie lepsza od swojego konkurenta, posiadała m.in. kolorowy wyświetlacz (oryginalny GameBoy był czarno-biały). Podstawową wadą był bardzo duży pobór prądu z baterii, które wystarczały zaledwie na 3 do 5 godzin gry.
Konsola od początku jej sprzedaży w 1990 do końca w 1997 roku została sprzedana w 11 milionach egzemplarzy – do czasu wydania PlayStation Portable Game Gear był najlepiej sprzedającą się konsolą przenośną niewyprodukowaną przez Nintendo. W 2000 Sega sprzedała licencje na produkcję Game Gear firmie Majesco, jednak brak jakichkolwiek zmian w jej konstrukcji spowodował, że w 2001 roku Majesco zaprzestało jej produkcji.

## Dane techniczne
- procesor: Z80 @ 3,58 MHz
- pamięć RAM: 24kB RAM
- grafika: 160x144 pikseli, 32 kolory z palety 4096
- dźwięk: Texas Instruments SN76489, 4 kanały (3 kanały fali prostokątnej i jeden kanał szumu)
- zasilanie: 6 baterii AA, zasilacz lub zewnętrzny akumulator

Oznaczenie modelu konsoli: MK-2110-50

## Akcesoria
Do konsoli wydane zostały następujące akcesoria:
- TV Tuner – przystawka umieszczana w wejściu na kartridż, umożliwiająca oglądanie telewizji na konsoli Game Gear. Urządzenie pojawiło się na rynku w 1991 roku i jako jedyne w tamtym okresie umożliwiało oglądanie telewizji na ekraniku konsoli przenośnej. Urządzenie jest lekkie, posiada wysuwaną antenę, pokrętła umożliwiające korektę koloru, wyszukiwanie stacji telewizyjnych, przycisk zmiany fal UHF/VHF, a także wejście A/V. TV Tuner działa w systemie PAL B/G. Dzięki wejściu A/V możliwe jest podłączenie np. innej konsoli i wykorzystanie wyświetlacza Game Gear do gry.
- zewnętrzny akumulator
- oficjalny zasilacz
- Master Gear – przystawka umożliwiająca uruchamianie gier z konsoli Sega Master System
- FM Tuner – przystawka umożliwiająca słuchanie radia

Game Gear wydana została w następujących wersjach kolorystycznych:
- czarnej (standardowa)
- niebieskiej (edycja sportowa) – wydana w 1993 roku wraz z grą World Series Baseball
- czerwonej Coca Cola – wydana tylko na rynku japońskim wraz z grą Coca-Cola Kid
- białej (wraz z białym TV Tunerem)
- różowej
- jasnoniebieskiej
- żółtej

## Gry
Na Game Gear oficjalnie wyszło 390 gier, m.in. Sonic Chaos, Phantasy Star Gaiden, Shining Force Gaiden, Ax Battler: A Legend of Golden Axe (spin-off serii Golden Axe), czy też gry oparte na licencjach Disneya.